# Yvonne Schuring
Yvonne Schuring (Wolfen, RFA, 4 de junio de 1978) es una deportista austríaca que compite en piragüismo en la modalidad de aguas tranquilas.
Ganó dos medallas en el Campeonato Mundial de Piragüismo, oro en 2011 y bronce en 2010. En los Juegos Europeos de Bakú 2015 consiguió una medalla de plata en la prueba de K1 500 m.

## Palmarés internacional
| Campeonato Mundial | Campeonato Mundial | Campeonato Mundial | Campeonato Mundial |
| Año                | Lugar              | Medalla            | Competición        |
| ------------------ | ------------------ | ------------------ | ------------------ |
| 2010               | Poznań (Polonia)   | Medalla de bronce  | K2 500 m           |
| 2011               | Szeged (Hungría)   | Medalla de oro     | K2 500 m           |
| Juegos Europeos    |                    |                    |                    |
| Año                | Lugar              | Medalla            | Competición        |
| 2015               | Bakú (Azerbaiyán)  | Medalla de plata   | K1 500 m           |